# Stiphrolamyra hermanni
Stiphrolamyra hermanni là một loài ruồi trong họ Asilidae. Stiphrolamyra hermanni được Londt miêu tả năm 1983. Loài này phân bố ở vùng nhiệt đới châu Phi.